# Władysław Szymonowicz

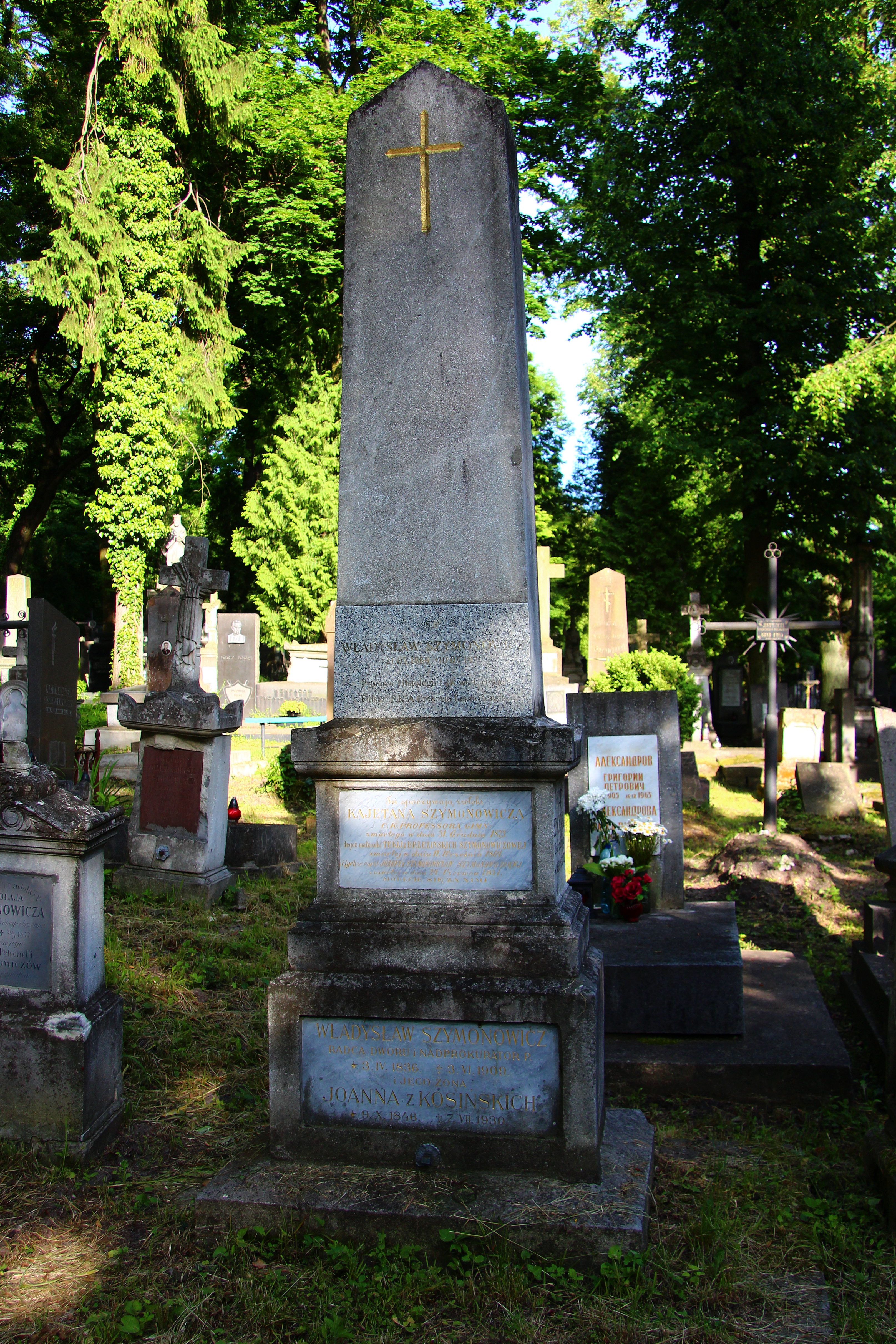
Grób rodziny Szymonowiczów na Cmentarzu Łyczakowskim we Lwowie

Władysław Szymonowicz (ur. 21 marca 1869 w Tarnopolu, zm. 10 marca 1939 we Lwowie) – polski histolog i embriolog.

## Życiorys
Ukończył gimnazjum we Lwowie, po czym w latach 1887–1893 studiował na wydziale medycznym Uniwersytetu Jagiellońskiego, wiedzę uzupełniał na Uniwersytecie w Berlinie. W 1895 jako asystent zakładu fizjologii wraz ze swoim nauczycielem Napoleonem Cybulskim odkrył hormonalne oddziaływanie rdzenia nadnerczy i wyizolował adrenalinę. W 1895 uzyskał doktorat filozofii i został docentem prywatnym. W 1896 przedstawił pracę habilitacyjną, od 1897 był asystentem profesora histologii i embriologii Uniwersytetu Lwowskiego, zaś od 1 stycznia 1898 profesorem, kierownikiem pierwszego, samodzielnego Zakładu Histologiczno-Embriologicznego. W został wówczas mianowany profesorem nadzwyczajnym, a w 1903 zwyczajnym. W latach 1906/1907 pełnił funkcję dziekana Wydziału Lekarskiego Uniwersytetu Lwowskiego. Lwowski okres (1897–1939) był najbardziej owocny w życiu Władysława Szymonowicza. Napisał wówczas m.in. Podręcznik histologii i anatomii mikroskopowej, wydany 12-krotnie w 5 językach (po raz pierwszy w 1901 w języku niemieckim): niemieckim, angielskim, włoskim, hiszpańskim i polskim (w 1921). W następnych latach prowadził badania i opublikował szereg oryginalnych opracowań na temat zakończeń nerwowych w skórze ludzkiej i zwierzęcej. Był członkiem czynnym PAU (od 1933) i Towarzystwa Naukowego we Lwowie (od 1928).
Ostatnie dwa lata życia spędził w swoim domu przy ul. Piłsudskiego 18 we Lwowie. Pochowany na Cmentarzu Łyczakowskim.
Filister honorowy Polskiej Korporacji Akademickiej Cresovia Leopoliensis.
Stryj Zbigniewa Szymonowicza – pianisty, laureata 8 nagrody IV Międzynarodowego Konkursu Pianistycznego im. Fryderyka Chopina w Warszawie (1949) oraz Janiny Szybalskiej – polskiej farmaceutki, całe życie związanej z rodzinnym Lwowem, w którym zmarła 18 grudnia 2011 roku.